# Pes šedý
Pes šedý či pes Azarův, případně liška Azarova (Lycalopex vetulus) je šelma z čeledi psovitých (Canidae). Jedná se o brazilského endemita, který obývá především biom zvaný Cerrado. Vzrůstem jde o malého, štíhlého, lišce podobného psa s krátkým pyskem, velkýma ušima a relativně drobnými trháky. Srst je v barevné kombinaci šedé, hnědé, načernalé, žlutavé a červenavé. Žije samotářsky, v párech či v malých rodinných skupinách. Vyznačuje se spíše noční aktivitou. Je převážně hmyzožravý, ale živí se též menšími obratlovci a ovocem. Samice po necelých dvou měsících březosti rodí 1 až 5 mláďat (nejčastěji 2 či 4) a to především v červenci až říjnu. IUCN hodnotí tento druh jako téměř ohrožený z důvodů ztráty stanovišť, zabíjení psy, pronásledování lidmi, úmrtnosti na nemoci a na silnicích.

## Taxonomie
Psa šedého popsal jako první dánský paleontolog a zoolog Peter Wilhelm Lund v roce 1842 pod vědeckým jménem Canis vetulus. Šelma byla následně řazena do rodů Lycalopex a Pseudalopex případně do podrodu Cabrera. Taxonom Wallace Christopher Wozencraft (2005) šelmu zařadil do rodu Lycalopex, kteréžto zařazení platí dodnes. Rod zahrnuje celkem 6 amerických, liškám podobných psů (podoba je ovšem dána konvergentní evolucí). Pes šedý představuje bazální (první vydělený) druh rodu, jenž je celkově relativně mladý, neboť společný předek všech 6 druhů žil před cca 1 milionem let. Fylogenetické vztahy v jeho rámci ukazuje následující kladogram.
|  | Lycalopex fulvipes    |
|  |                       |
|  | Lycalopex gymnocercus |
|  |                       |

|  | Lycalopex griseus  |
|  |                    |
|  | Lycalopex culpaeus |
|  |                    |

|  | Lycalopex fulvipes    |
|  |                       |
|  | Lycalopex gymnocercus |
|  |                       |

|  | Lycalopex griseus  |
|  |                    |
|  | Lycalopex culpaeus |
|  |                    |

|  | Lycalopex fulvipes    |
|  |                       |
|  | Lycalopex gymnocercus |
|  |                       |

|  | Lycalopex griseus  |
|  |                    |
|  | Lycalopex culpaeus |
|  |                    |

|  | Lycalopex fulvipes    |
|  |                       |
|  | Lycalopex gymnocercus |
|  |                       |

|  | Lycalopex griseus  |
|  |                    |
|  | Lycalopex culpaeus |
|  |                    |

|  | Lycalopex fulvipes    |
|  |                       |
|  | Lycalopex gymnocercus |
|  |                       |

|  | Lycalopex griseus  |
|  |                    |
|  | Lycalopex culpaeus |
|  |                    |

|  | Lycalopex fulvipes    |
|  |                       |
|  | Lycalopex gymnocercus |
|  |                       |

|  | Lycalopex griseus  |
|  |                    |
|  | Lycalopex culpaeus |
|  |                    |

|  | Lycalopex fulvipes    |
|  |                       |
|  | Lycalopex gymnocercus |
|  |                       |

|  | Lycalopex griseus  |
|  |                    |
|  | Lycalopex culpaeus |
|  |                    |

|  | Lycalopex fulvipes    |
|  |                       |
|  | Lycalopex gymnocercus |
|  |                       |

|  | Lycalopex griseus  |
|  |                    |
|  | Lycalopex culpaeus |
|  |                    |

V portugalštině se mu říká raposa-do-campo a raposinha, anglicky hoary fox, hoary zorro a smalltoothed dog, francouzsky renard du Bresil, španělsky zorro brasileño, zorro de campo común, domorodými jazyky jaguarapitanga a waptsà wa.

## Popis

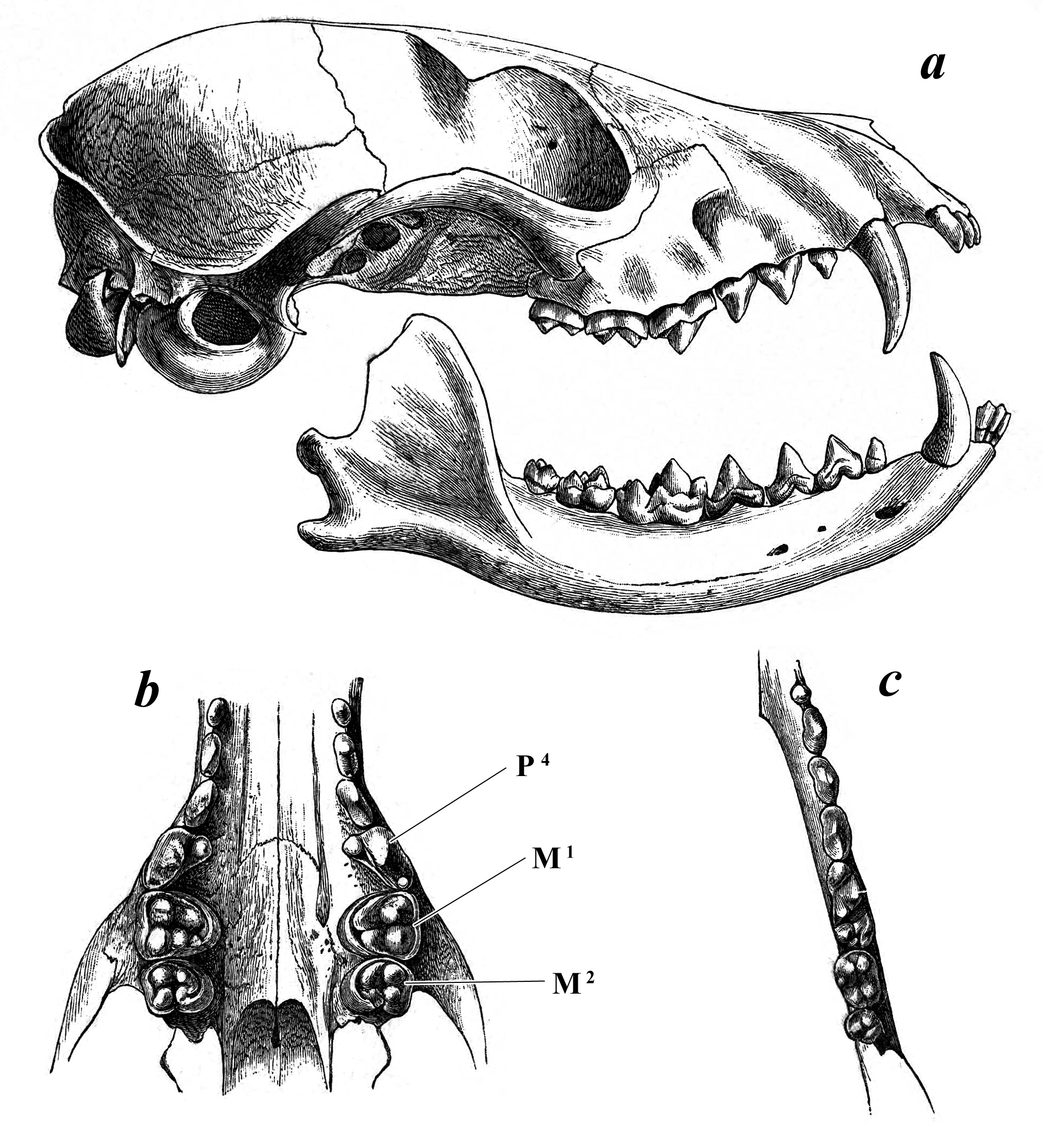
Kresba lebky

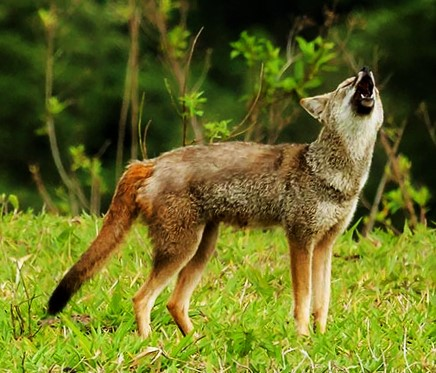
Vyjící jedinec

Pes šedý je malá, gracilní šelma se štíhlýma nohama, krátkým špičatým čenichem a relativně velkýma ušima (cca 6 až 7,6 cm). Jeho hmotnost se pohybuje od 2,5 do 4 kg a délka těla od cca 50 do přibližně 72 cm. Ocas měří 25 až 38 cm. Výška v ramenou dosahuje 33 až 38 cm. Velikostní pohlavní dimorfismus je minimální (samice poněkud menší) či žádný. Barva srsti je proměnlivá. Hřbet a boky bývají světle šedé, spodní část těla bývá žlutavá či ořechová. Hrdlo je zbarvené doběla, ovšem spodní čelist je tmavá, téměř černá, stejně tak kořen ocasu a jeho konec. Samci mohou mít tmavý pruh táhnoucí se hřbetem od šíje po ocas. Nad ocasní žlázou se nachází tmavá skvrna. Uši a vnitřní strana nohou mají načervenalou barvu. Byly popsány i velmi tmavé, téměř melanické exempláře. Lebka měří na délku asi 11 až 12 cm. Kosti lebky jsou spíše křehké. Bubínkové výdutě jsou dosti velké, největší ze všech jihoamerických psovitých, což nejspíše ukazuje na důležitost sluchu při hledání potravy. Sagitální hřeben, ač jen nevýrazný, mají jen dospělí samci. Zubní vzorec je I 3/3, C 1/1, P 4/4, M 2/3 = celkem 42 zubů. Typickým znakem chrupu je malá velikost trháků a naopak poměrně široké stoličky, což je adaptace na konzumaci malé kořisti (hmyz). Od sympatricky žijícího maikonga se liší celkovou menší velikostí, štíhlejší konstitucí, kratším čumákem, delším krkem, hustší a delší srstí a poněkud jinak zbarvenými částmi těla. Barva srsti samotná není pro rozpoznání určující.
Celkově jde o štíhlé a rychlé zvíře, které při běhu dokáže rychle uhýbat a skákat.

## Výskyt, stanoviště
Psi šedí jsou brazilským endemitem. Vyskytují se ve spolkových státech Bahia, Goiás, Mato Grosso, Mato Grosso do Sul, Minas Gerais, Piauí, São Paulo, Tocantins, Rondônia, Ceará, Maranhão a Brasília Distrito Federal. Co se stanoviště týče, žijí především v otevřené savanovité krajině jménem Cerrado a zjevně upřednostňují oblasti s řídkou vegetací, jako jsou campos limpos, campos sujos, campos cerrados a cerrado sensu stricto. Přestože se vyhýbají bažinatým nebo zaplaveným oblastem, v období záplav se vyskytují na některých otevřených a suchých územích v Pantanalu. Zaznamenáni byli i v lidmi vytvořených biotopech, jako jsou pastviny, pole a stromové monokultury, především plantáže blahovičníku a kaučukovníku. Obývají nadmořské výšky od 90 do 1100 metrů.

## Biologie
Pes šedý je aktivní především v noci, ovšem ani denní aktivita není vzácností. Velikost domovského okrsku (pro páry, rodinné skupinky či jednotlivce) se pohybuje v řádu desítek až stovek hektarů (konkrétní zjištěné údaje hovoří o 19 až 456 hektarech). Chování je spíše krotké, ale pokud to uzná za nutné, dokáže agresivně bránit svá mláďata.
Jedná se o všežravce, jehož hlavní složkou stravy je hmyz následovaný ovocem. Z hmyzu jde především o termity, chrobáky a kobylky, v menší míře i mravence. Doplněk stravy představují malí savci (hlodavci), ptáci, plazi a různí bezobratlí. V období sucha převažují v jídelníčku termiti a malí savci, v období dešťů jde hlavně o ovoce a jiný hmyz. Termiti rodu Syntermes tvoří v průměru nejčastější kořist, mnohde se nachází v cca 90 procentech exkrementů.

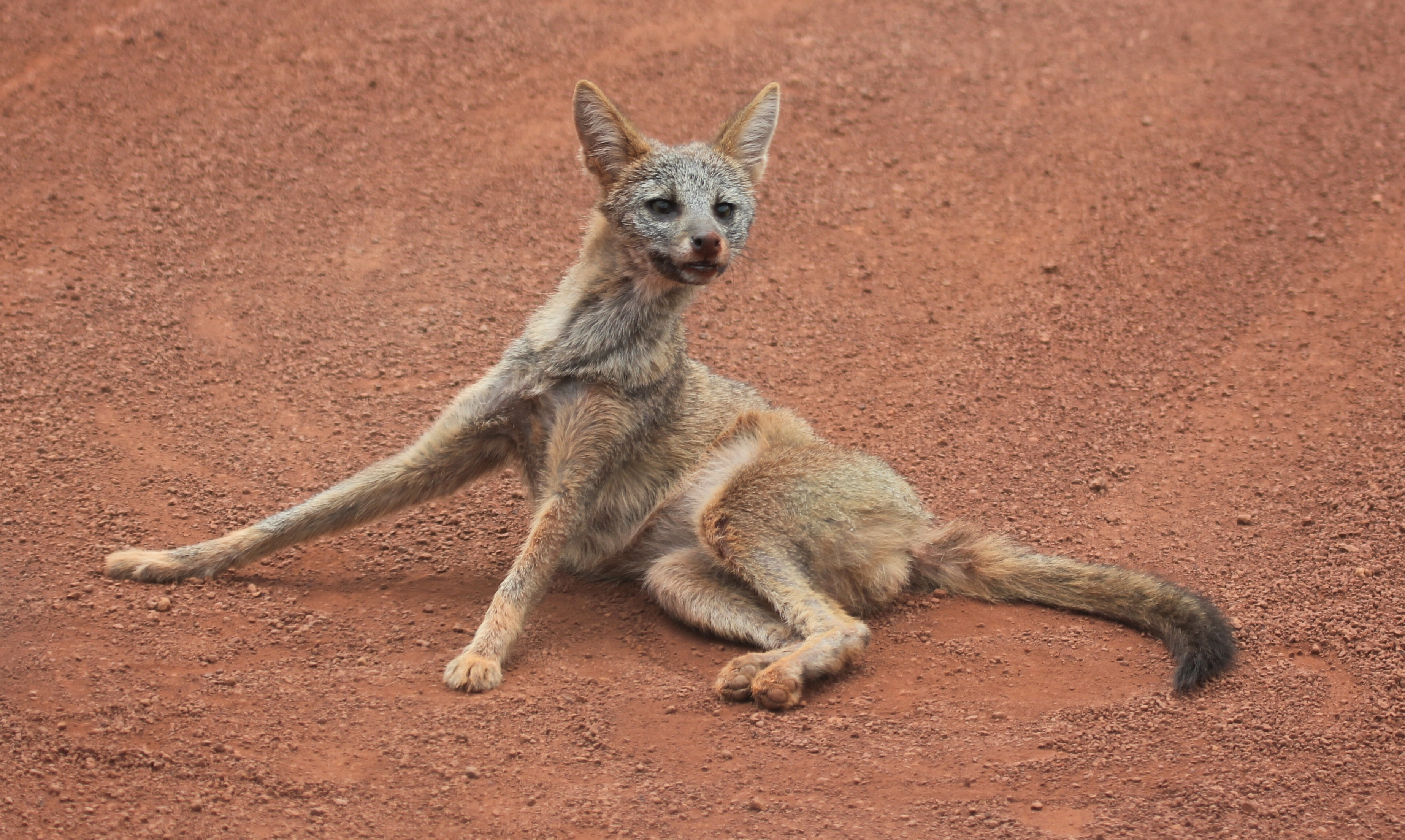
Fotografie ukazující štíhlou konstituci psa šedého (Mato Grosso)

### Rozmnožování, vývoj
Tento druh psovité šelmy je monogamní, tvoří tedy dlouhodobě stálé páry. Doba březosti je přibližně 50 až 60 dnů. K rození mláďat dochází obvykle mezi červencem a říjnem. Ve vrhu jsou nejčastěji dvě nebo čtyři, případně tři, výjimečně jedno nebo pět. Jako doupě samice využívají opuštěné nory po pásovcích. Feny se o mláďata starají nejméně 4, eventuálně až 6 měsíců. Případné vetřelce se od nich snaží zahnat štěkotem. Podíl samců na péči o mladé není příliš zdokumentován, ale předpokládá se. Mladí jedinci opouštějí rodinu a osamostatňují se obvykle v dubnu a květnu. Svá teritoria si zakládají v blízkosti rodného území. Během období sucha byly zaznamenány konflikty o území mezi rodiči a jejich potomky. Délka života v přírodě není známa, v zajetí žil jeden pes do osmi let.

### Konkurenti, nepřátelé, úmrtnost, nemoci
Potenciálními konkurenty psa šedého jsou sympatricky se vyskytující maikong a pes hřivnatý. Oba jsou větší (pes hřivnatý dokonce mnohonásobně), nicméně jejich preferovaná strava je odlišná, což snižuje kompetici. Pes hřivnatý zřejmě může být i občasným predátorem psa šedého, nebo přinejmenším konzumentem uhynulých jedinců. Zbytky psa šedého byly nalezeny v 0,3 až 4 procentech exkrementů psa hřivnatého v různých místech střední Brazílie. Občasným predátorem může být puma americká, predace ze strany dravých ptáků či jiných kočkovitých šelem (jaguár, ocelot) nebyla zjištěna.
Během sledování čtyřicetičlenné populace v Cumari v jihovýchodním Goiásu bylo nalezeno 29 mrtvých jedinců, přičemž jako příčina úhynu byly zjištěny: zabití na silnici (5), napadení domácími psy (1), otrava/střelba (3), predace pumou (7) a stáří (1). U 12 jedinců nebylo možné určit příčiny úmrtí, ale je možné, že v tom hrály roli nemoci. Z nemocí a parazitů byla zjištěna nákaza prašivinou, Trypanozoma cruzi a Angiostrongylus vasorum. Krev sající upíři mohou napadat i psy šedé, ale vliv na úmrtnost nemají. Dalšími chorobami mohou být psinka (canine distemper virus), psí parvoviróza (canine parvovirus) a leptospiróza, ovšem jejich vliv na zdraví a početnost druhu není znám.

## Ohrožení, populace, ochrana

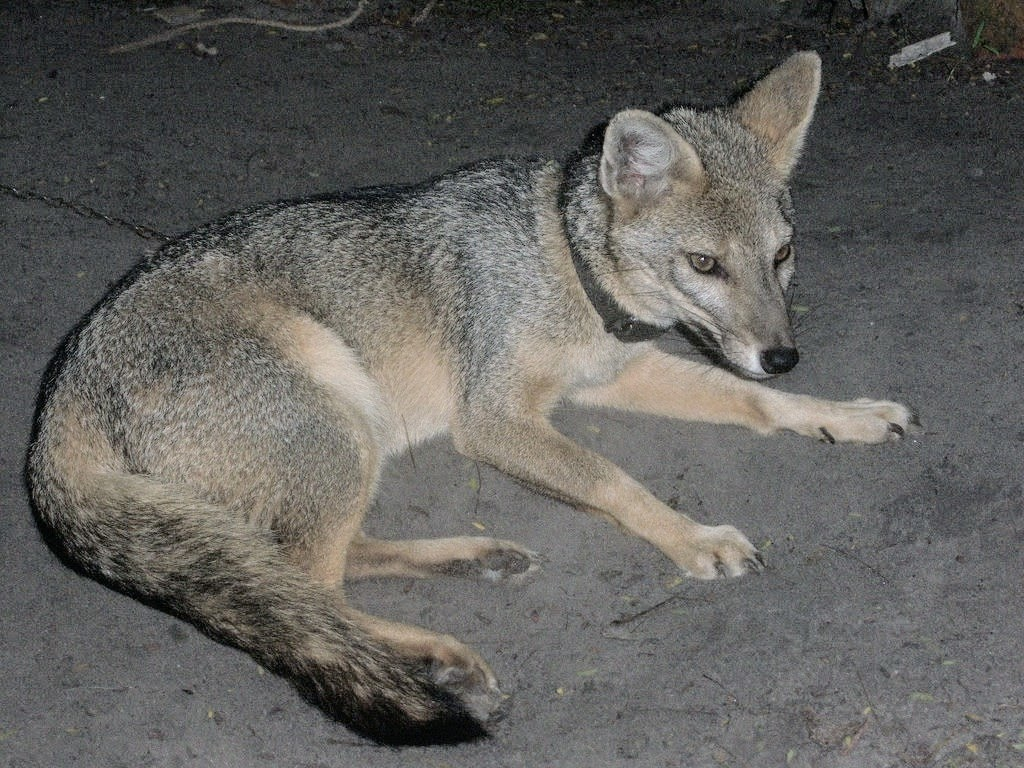
Jedinec chovaný v domácím prostředí s obojkem a na řetězu

Mezinárodní svaz ochrany přírody (IUCN) hodnotí tento druh jako téměř ohrožený (stav k roku 2020). Celková velikost populace je odhadována na 9 840 až 19 200 dospělých jedinců. Počet psů šedých se za posledních 12 let snížil o nejméně 10 %. Hlavní hrozby  představují ničení habitatu a další antropogenní faktory. Prakticky výhradní domovina těchto šelem - Cerrado - byla historicky považována za neproduktivní území, jež je potřeba kultivovat, případně se snažit využít pro potřeby lidí. V posledních dvou dekádách zde rostla města, začalo se více těžit dřevo, území se využívá jako pastviny a pole, přibyla zde dopravní infrastruktura. To vše vedlo k ničení či fragmentaci stanovišť místní fauny, tedy i psa šedého. Přímou hrozbu odpovědnou za mnoho úmrtí představují srážky s auty na silnicích. Mnohé psy šedé usmrtí také potulní psi domácí. Lidé je rovněž cíleně zabíjejí, neboť je činí odpovědnými za usmrcování drůbeže, což ve většině případů není pravda - psi šedí zabíjejí drůbež jen zcela výjimečně. Nejsou loveni ani chováni kvůli kožešině, ovšem mladí jedinci jsou občas drženi jako domácí mazlíčci.
Lov této šelmy je v Brazílii zakázán. Výhodou pro populaci je i to, že žije v mnoha národních parcích a jiných chráněných územích. V zoo se nechová, a to ani v zemi svého původu (tedy alespoň o tom nejsou informace).